# Häfelfingen
Häfelfingen es una comuna suiza del cantón de Basilea-Campiña, capital del distrito de Sissach. Limita al noroeste con la comuna de Rümlingen, al noreste con Rünenberg, al sureste con Zeglingen y Wisen (SO), al suroeste con Läufelfingen, y al oeste con Buckten.

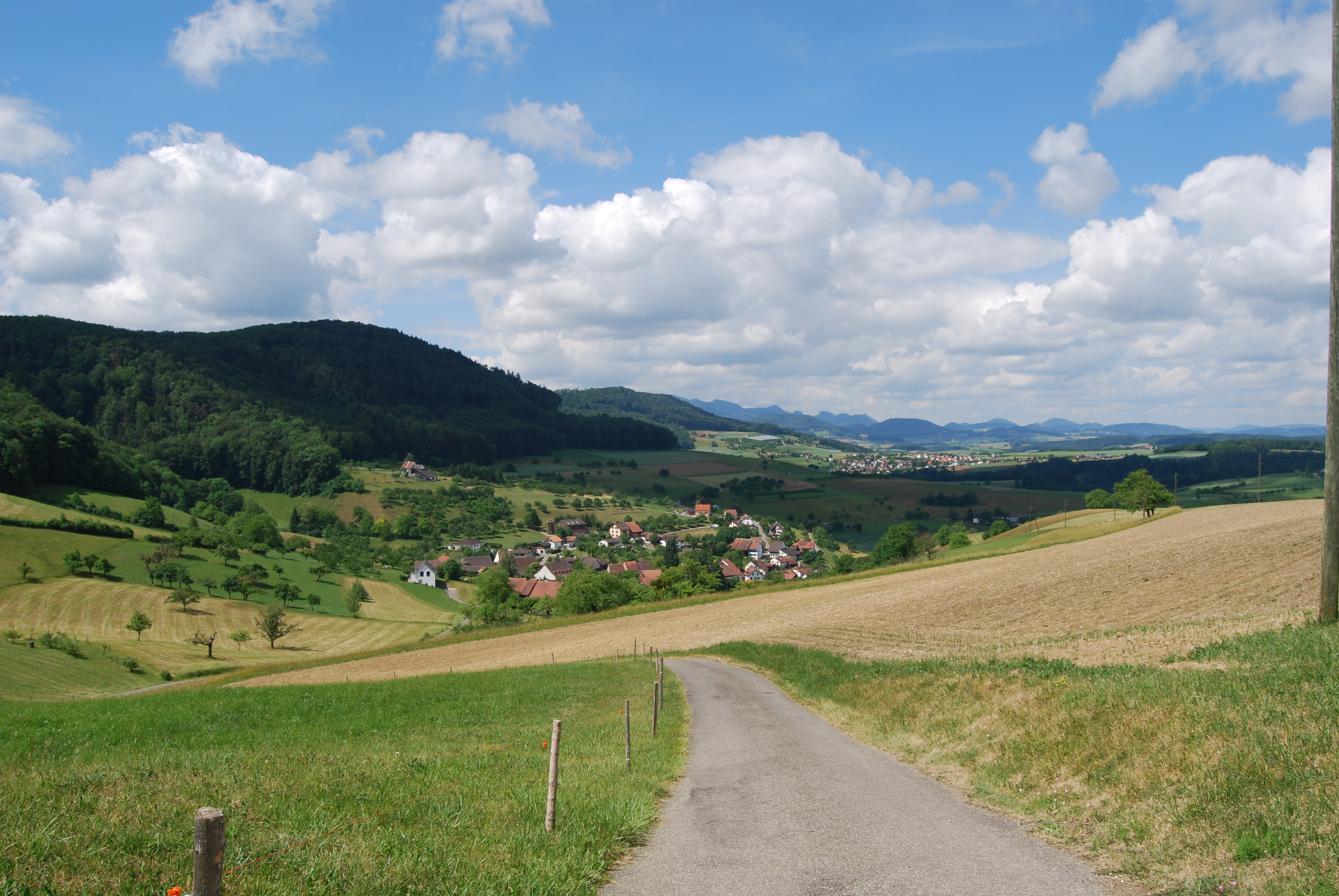
Häfelfingen